# Funzione a quadrato sommabile
In analisi matematica, una funzione {\displaystyle f(x)} di una variabile reale a valori reali o complessi si dice a quadrato sommabile, o anche a quadrato integrabile, in un determinato intervallo {\displaystyle I=[a,b]} se l'integrale del quadrato del suo modulo in {\displaystyle I} è finito:
{\displaystyle \int _{a}^{b}|f(x)|^{2}\mathrm {d} x~<~\infty }
La nozione si estende a funzioni definite su di uno spazio di misura a valori in uno spazio vettoriale topologico.
L'insieme di tutte le funzioni misurabili su un dato dominio, che in esso sono a quadrato sommabile, forma uno spazio di Hilbert, il cosiddetto spazio L2.

## Applicazioni nella meccanica quantistica
La condizione di quadrato sommabilità è necessaria particolarmente nella meccanica quantistica, in quanto costituisce una richiesta basilare per le funzioni d'onda che descrivono il comportamento delle particelle elementari e, in particolare, la probabilità di osservare il sistema in un certo stato quantico. Ad esempio, lo stato di una particella (senza spin) associata a un campo scalare è una funzione d'onda della forma {\displaystyle \psi (x,y,z)}, dove l'integrale:
{\displaystyle p(V)=\int _{V}|\psi (x,y,z)|^{2}\mathop {\mathrm {d} x} \mathop {\mathrm {d} y} \mathop {\mathrm {d} z} }
rappresenta la probabilità di trovare la particella nel volume {\displaystyle V}.
Per questo motivo, dato che la probabilità deve essere necessariamente finita e normalizzabile, si richiede che esista e abbia valore finito un integrale della forma:
{\displaystyle \int _{-\infty }^{+\infty }\mathrm {d} x\int _{-\infty }^{+\infty }\mathrm {d} y\int _{-\infty }^{+\infty }\mathrm {d} z|\psi (x,y,z)|^{2}}
Questa nozione si generalizza in quella di funzione "p-sommabile" per p numero reale positivo; la quadrato-sommabilità corrisponde al caso particolare p=2.